# Jorge Sousa Costa
Jorge de Sousa Costa Belo Correia, de seu nome artístico, Jorge de Sousa Costa (Lisboa, 2 de outubro de 1928 - Lisboa, 23 de janeiro de 2021), é um conhecido Ator Português. Filho de António Mendes Belo Fernandes Correia, magistrado e de Helena Sousa Costa  , escritora de contos infantis sob o pseudónimo Leonor de Campos Neto dos escritores Alberto de Sousa Costa e de Emília de Sousa Costa, autora de livros infantis e mulher de grande relevância na primeira república portuguesa, enquanto benemérita e defensora dos direitos femininos. Irmão de Isabel Maria de Sousa Costa Belo Correia Levy, casada com Samuel Levy e de António Luís de Sousa Costa Belo Correia, professor de botânica na Universidade de Lisboa. Sobrinho bisneto do Cardeal António Mendes Bello, D. António I, décimo-terceiro Patriarca de Lisboa.
Viveu desde 1993 com  Rui Alfredo Portela Martiniano e faleceu em (Lisboa, 23 de Janeiro de 2021) vitima de Covid-19.

## Biografia
Jorge Sousa Costa começou a sua carreira de actor em 1959 no Teatro Nacional D. Maria II com a Companhia Amélia Rey Colaço-Robles Monteiro, na peça O Lugre de Bernardo Santareno. Entre as outras companhias com quem viria a trabalhar estão Companhia do Teatro Municipal de S. Luís, Empresa Vasco Morgado, Teatro da Casa da Comédia, Novo Grupo - Teatro Aberto, Teatro Ibérico, Teatro Nacional Popular, TEL - Teatro Estúdio de Lisboa ou La Féria Produções – Teatro Politeama.
Antes, em meados dos anos 1950, tinha começado a colaborar num programa de poesia da declamadora Anita Patrício na RCP, então situado na Parede, tendo desde 1959 sido intérprete de várias peças de teatro radiofónico, sendo também colaborador efectivo do programa “História do Teatro”, de Eurico Lisboa (filho), de muitos folhetins e outros programas da Emissora Nacional e do Rádio Clube Português. Foi também tradutor e adaptador de diversas peças e folhetins e apresentador do programa semanal “Espectáculo” de Azinhal Abelho e Orlando Vitorino.
Em 1960, no Teatro da Trindade, participa em “Leonor Teles”, de  António Lopes Ribeiro, na Companhia Nacional de Teatro, com encenação de Francisco Ribeiro (Ribeirinho), a que se seguiu em 1961 “D. Felipa de Vilhena” de Almeida Garrett e “A Grande Jornada”, de Manuel Frederico Pressler com encenação de Carlos Wallenstein. 
Em 1960 estreia-se na televisão, ao lado de Eunice Muñoz, em “O Cão do Jardineiro”, de Lope de Vega com realização de Artur Ramos, seguindo-se “Lisboa em Camisa”, a partir de Gervásio Lobato, com realização de Herlander Peyroteo, “As Três Causas Dificeis”, de Olavo d'Eça Leal, “Tanto Barulho Para Nada”, de William Shakespeare, com realização de Bessa de Carvalho, em 1961 “Suave Milagre” de Eça de Queiroz, com realização de Ruy Ferrão, “A 3200 Metros de Altitude”, Julien Luchaire adaptado por Eurico Lisboa, “O Inspector Geral”, de Gogol, com realização de Herlander Peyroteo  e em 1962 “Páscoa” de August Strindberg (para a RTP Porto).
Em 1962 estreia-se no cinema como protagonista da versão cinematográfica de Retalhos da Vida de um Médico, a partir da obra homónima de Fernando Namora, com realização de Jorge Brum do Canto. O filme recebeu uma menção honrosa da Casa da Imprensa para melhores actores do ano, tendo sido convidado para os Festivais de Cinema de Berlim e Beirute. Em Berlim, fez parte dos candidatos ao Prémio do Melhor Actor Masculino. A única cópia que havia do filme ficou perdida num incêndio na Cinemateca Portuguesa em Abril de 1981.
No mesmo ano participa em “Cinco Filhas para Casar” um folhetim radiofónico da Emissora Nacional, versão do romance Estrelas Propícias de Camilo Castelo Branco, com adaptação de Odete de Saint-Maurice e realização de Eduardo Street.
Em 1963, com o Grupo Fernando Pessoa, participa em “O Caminho da Cruz”, de Henry Ghéon, com o Grupo Fernando Pessoa, espectáculo montado na Sé de Braga com os seminaristas como figurantes.
Continua o trabalho com a RTP participando em “O Outro Lado do Rio” (sobre o poeta António Nobre), “Toucas Brancas”, de Ricardo Alberty, “Maria Lidochka: O Caminho da Glória”, de Alexandre Kuprine, realizado por Raul Ferrão e a série “Relações Socias” escrita por Olavo d'Eça Leal.
Em 1964 participa em “O Mistério da Paixão”, pelo Grupo Fernando Pessoa, em Óbidos e começa uma extensa colaboração com o Teatro Estúdio de Lisboa de Luzia Maria Martins com “Joana de Lorena” de Maxwell Anderson. 
No mesmo ano participa no filme As Ilhas Encantadas, de Carlos Villardebó, ao lado de Amália Rodrigues e Pierre Clémenti e dá voz à curta-metragem “Luanda”, de Faria de Almeida.
Em 1965 continua a sua colaboração com o Teatro Estúdio de Lisboa em O Pomar das Cerejeiras, de Anton Tchekov, “Ela, Ele e os Complexos”,  de Jean Bernard Luc e “Mesas Separadas", de Terence Rattigan, todas com encenação de Luzia Maria Martins. 
Para a RTP faz “Sereneta de Tchaikowsky”, “A Feiticeira”, de Figueiredo de Barros e “Um Homem de Recursos”, de Honoré de Balzac com tradução e adaptação de Jorge Filgueiras e realização de Ruy Ferrão
Continua no Teatro Estúdio de Lisboa até 1971 onde participa em “Tomás More”, de Robert Bolt , interpretando o papel de Henrique VIII, “A Nossa Cidade”, de Thornton Wilder, com o  papel do apresentador, “Pobre Bitô”, de Jean Anouilh, “A Família Sam”, de Peter Ustinov, “Bocage Alma Sem Mundo”, de Luzia Maria Martins, “Noite de Verão” de Ted Willis, “A Louca de Chaillot”, de Jean Giraudoux, “As Mãos de Abraão Zacut”, de Luís Stau Monteiro, “Anatomina de uma História de Amor”, a versão de Romeu e Julieta de Luzia Maria Martins, com Filipe La Féria como Romeu e Margarida Mauperrin como Julieta, “Victor ou As Crianças no Poder”, de Roger Vitrac e “A Cozinha” de Arnold Wesker que venceu o Prémio Melhor Conjunto de Teatro, todas elas com encenação de Maria Luzia Martins.
Em 1966, na RTP, participa em “D. Gil Vestido de Verde”, de Tirso de Molina e “O Armeiro”, de Figueiredo de Barros, ambos com realização de Ruy Ferrão e em 1967 em “Hora de Luz”, de Odete de Saint-Maurice, na série escrita por Francisco Mata e realizada por Victor Manuel, “Gente Nova”, ao lado de Laura Alves, “O Segundo Muro” com realização de Pedro Martins e “O Colar de Esmeraldas”, realizado por Fernando Frazão. 
Em 1968, também na RTP, “A Mania do Veraneio”, “A Dama de Espada”, realizado por Félix Ferreira, “Paulina Vestida de Azul”, de Joaquim Paço D’Arcos e já em 1969 “Noite de Verão”, de Ted Willis, numa tradução de Luzia Maria Martins, com realização de Félix Ferreira, ao lado de Graça Lobo, Fernanda Alves, Vasco Lima Couto, Helena Félix e Joaquim Rosa, “A Casa-Fronteira”, de Slawomir Mrozek numa tradução de Armando Cortez e realização e adaptação de Artur Ramos, com Raul Solnado.
Ainda durante a década de 1960, foi autor e intérprete de textos de teatro radiofónico no programa da Emissora Nacional, "Espelho de Mil Faces", de António Manuel Couto Viana e escreveu e apresentou na Rádio Renascença - 23ª HORA - os programas “Nocturno” (programa de Poesia) e “Retalhos da Vida de Um Actor” onde fazia crónicas da ida aos Festivais de Cinema de Berlim e de Beirute e da visita à Grécia, a convite da Embaixada deste País em Lisboa.
Na década de 1970, começa por fazer para a RTP, Henrique IV, de Luigi Pirandello e Ajax, de Sófocles, numa tradução de Carlos Wallenstein, com realização de Herlander Peyroteo, onde interpretou Ulisses ao lado de João Perry como Ajax, Costa Ferreira, Lia Gama, Eunice Muñoz, António Rama ou Jorge Vale. Ainda em 1970 participa em Medeia, espectáculo inserido no 14º Festival de Teatro de Queluz, numa tradução de Maria Germana Tânger e encenação de Tomaz Ribas.
Em 1971, na Companhia do Teatro Municipal São Luiz, faz A Salvação do Mundo de José Régio, numa encenação de Costa Ferreira, seguindo-se no Teatro de São Carlos, uma participação na ópera de Ruy Coelho, Orfeo em Lisboa.  Nesse mesmo ano, faz para a RTP, A Encomenda com realização de Herlander Peyroteo.
Em 1972, novamente com a Companhia do Teatro Municipal São Luiz, participa em “A Mãe”, de Stanislaw Witkiewicz, e de seguida participa na comédia Sexo, Nunca! Somos Britânicos…, de Alistair Foot e Anthony Marriott, uma produção de Vasco Morgado no Teatro Capitólio com Florbela Queiroz, Octávio de Matos e Irene Isidro. Em 1973, depois de uma digressão aos Estados Unidos da América e Canadá com uma revista, estreia numa nova produção de Vasco Morgado, desta vez no Teatro Monumental, ao lado de Laura Alves e Nicolau Breyner em A Menina Alice e o Inspector, de Robert Thomas, numa encenação de Varela Silva.
Em 1975 participa na série da RTP, Angústia para o Jantar escrita por Luis Sttau Monteiro e realizada por Jaime Silva e no teatro volta a trabalhar com Vasco Morgado, desta vez no palco do Teatro Variedades, com Laura Alves em Adeus Valentina, de Pierre Barillet e Jean-Pierre Grédy com encenação de António do Cabo.
Em 1977 começa a trabalhar com o jovem encenador Filipe La Féria na Casa da Comédia no espectáculo A Invenção do Amor, de Daniel Filipe, espectáculo que viaja até São Paulo e Rio de Janeiro, e logo de seguida em A Dama Pé de Cabra, de Alexandre Herculano, com o mesmo encenador.
Já em 1979 regressa à RTP para interpretar “Quem é Quem”, Antonis Doriadis, com realização de Oliveira e Costa, O Homem Que Matou o Diabo, a partir do romance de Aquilino Ribeiro, realizado por António Faria e Os Putos, a partir da obra de [[Altino do Tojal], com realização de Herlander Peyroteo.
Entre 1980 e 84 colaborou em dois programas O Passeio dos Alegres de Júlio Isidro e na inauguração da Arena de Portimão e ainda em 1980 participa também no telefilme Mar Livre, com realização de Herlander Peyroteo.
Em 1981, regressa ao Teatro Monumental com “A Gravata”, de Alfonso Paso, numa produção de Vasco Morgado.
Em 1985 participa no espectáculo itinerante “A Loja do Ourives”, de João Paulo II e em Ubu Português - 2002 Odisseia no Terreiro do Paço, no Teatro Aberto, com direcção de João Lourenço.
Em 1986 inicia uma colaboração com o encenador Blanco Gil e o Teatro Ibérico onde participou em As Bodas de Sangue, de Federico Garcia Lorca, Avareza, Luxúria e Morte na Arena Ibérica, de Valle-Inclán (gravado e transmitido pela RTP), A Vida é Sonho, de Caldéron de la Barca e  Os Velhos Não Devem Namorar, de Alfonso Castelao.
Em 1988 participa na série da RTP Cobardias da autoria de Miguel Rovisco, com realização de Herlander Peyroteo e ainda nas séries Cacau da Ribeira da autoria de Abel Neves, Carlos Paulo e Ana Zanatti e “Sétimo Direito”, de Henrique Santana, realizada por Nicolau Breyner.
No ano seguinte participa no espectáculo Auto de Santo António de Gustavo Matos Sequeira no Castelo de S. Jorge e na RTP na série “Caixa Alta”, da autoria de Manuel Arouca, Ana Rita Martinho, e To-Zé Martinho. 
Ainda em 1989 participa na histórica série da RTP Ricardina e Marta, a partir de Camilo Castelo Branco e adaptada por  Manuel Arouca, Ana Rita Martinho, e To-Zé Martinho, com realização de Victor Manuel, onde interpreta o papel de Joaquim Vilalva em mais de 30 episódios dos 90 que compunham a série.
Em 1990, participa na televisão nas séries “O Posto”, Napoleão Meu Amor, Lendas e Factos da História de Portugal e O Processo de Camilo da autoria de Luis Francisco Rebello, seguindo-se, em 1991, O Veneno do Sol, em 92, Catavento, Crónica do Tempo, e em 1993, a série A Viúva do Enforcado, a partir de Camilo Castelo Branco, com realização de Walter Avancini, a novela A Banqueira do Povo, escrita por Ruy Petterle, Patrícia Melo e José Fanha, Marina, Marina, com Marina Mota e ainda a série francesa Une Famille Formidable, realizada por Joël Santoni.
Ainda em 1993 participa na longa-metragem para cinema belga “Marie” de Marian Handwerke, ao lado de Marie Gillain e “Le Grand Chaine”, de Jean Pierre Prévost
Em 1994 participa na longa-metragem Daisy et Mona, de Claude d'Anna. No mesmo ano entra no telefilme Fé, Esperança e Caridade para a RTP, realizado por Maria João Rocha e num episódio da série de humor Sozinhos em Casa com Henrique Viana e Miguel Guilherme e na série da TVI Trapos & Cª..
Em 1995, o Teatro Aberto, participa em Coelho, Coelho de Coline Serreau, numa encenação de José Carretas. Ainda nesse ano participa em Camilo & Filho Lda. Com Camilo de Oliveira e Nuno Melo na SIC, em alguns episódios de Nico d'Obra com Nicolau Breyner e tem uma personagem regular, o “Castro”, na novela Desencontros da RTP, da autoria de Luís Filipe Costa, Lúcia Feitosa, Francisco Moita Flores, [Curado Ribeiro]] e Cecília Simões, com realização de Álvaro Fugulin e Jorge Paixão da Costa e na série Queridas e Maduras.
Continua, entretanto, com participações regulares na televisão em série como Policias (1996), Nós os Ricos (1996), onde interpreta o papel do pai do mítico Berto (a personagem interpretada por Fernando Mendes), As Aventuras do Camilo (1997), Solteiros (1998), Camilo na Prisão (1998), Ballet Rose - Vidas Proibidas (1998), Jornalistas (1999), a novela Todo o Tempo do Mundo (1999), A Loja do Camilo (1999), Médico de Família (1999), o telefilme da SIC Amo-te Teresa (2000), Casa da Saudade, a série de Filipe La Féria (2000) ou Querido Professor (2001). Participou ainda na série francesa “Regards d'enfance” em 1993 e na longa-metragem franco-italiana “Lourdes” de Lodovico Gasparini (2000).
Em 1996 fez a dobragem da personagem do Arcebispo, na versão portuguesa do filme O Corcunda de Notre Dame e em 1997 o Anfitrião no filme Hercules. 
Em 1998, no Teatro Nacional Nacional D. Maria II, participa em Rei Lear de William Shakespeare, encenado por Richard Cottrell. 
Em 1999 começa a sua colaboração com Filipe La Féria no Teatro Politeama  com  A Rosa Tatuada, de Tennessee Williams, seguindo-se “Amália, o Musical” (com digressão nacional, França e Suíça) e Um Violino no Telhado.
Nos últimos anos continuou a sua atividade tanto na rádio como na divulgação de poesia com recitais com poemas de Antero de Quental, António Botto, Luis de Camões, Vitorino Nemésio, Florbela Espanca, Fernando Pessoa, Pedro Homem de Mello, Sebastião da Gama, Afonso Lopes Vieira  e outros.

## Televisão
- 1960 O Cão do Jardineiro
- 1960 Lisboa em Camisa
- 1960 As Três Causas Dificeis
- 1960 Tanto Barulho Para Nada[5]
- 1961 Suave Milagre
- 1961 A 3200 Metros de Altitude
- 1961 O Inspector Geral
- 1962 Páscoa
- 1963 O Outro Lado do Rio
- 1963 Toucas Brancas
- 1963 Maria Lidochka: O Caminho da Glória
- 1963 Relações Socias
- 1965 Sereneta de Tchaikowsky
- 1965 A Feiticeira
- 1965 Um Homem de Recursos
- 1966 D. Gil Vestido de Verde
- 1966 O Armeiro
- 1967 Hora de Luz
- 1967 Gente Nova
- 1967 O Segundo Muro
- 1967 O Colar de Esmeraldas
- 1968 A Mania do Veraneio
- 1968 A Dama de Espada
- 1968 Paulina Vestida de Azu
- 1969 Noite de Verão
- 1969 A Casa-Fronteira
- 1970 Henrique IV
- 1970 Ajax
- 1971 A Encomenda
- 1975 Angústia para o Jantar
- 1979 Quem é Quem
- 1979 O Homem Que Matou o Diabo
- 1979 Os Putos
- 1980 Mar Livre
- 1988 Cobardias
- 1988 Cacau da Ribeira
- 1988 Sétimo Direito
- 1989 Caixa Alta
- 1989 Ricardina e Marta
- 1990 O Posto
- 1990 Napoleão Meu Amor
- 1990 Lendas e Factos da História de Portugal
- 1990 O Processo de Camilo
- 1991 O Veneno do Sol
- 1992 Catavento
- 1992 Crónica do Tempo
- 1993 A Viúva do Enforcado
- 1993 A Banqueira do Povo
- 1993 Une Famille Formidable
- 1993 Regards d'enfance
- 1994 Fé, Esperança e Caridade
- 1994 Sozinhos em Casa
- 1994 Trapos & Cª.
- 1995 Camilo & Filho Lda.
- 1995 Nico d'Obra
- 1995 Desencontros
- 1995 Queridas e Maduras
- 1996 Policias
- 1996 Nós os Ricos
- 1997 As Aventuras do Camilo
- 1998 Solteiros
- 1998 Camilo na Prisão
- 1998 Ballet Rose - Vidas Proibidas
- 1999 Jornalistas
- 1999 Todo o Tempo do Mundo
- 1999 A Loja do Camilo
- 1999 Médico de Família
- 2000 Amo-te Teresa
- 2000 Casa da Saudade
- 2001 Querido Professor

## Cinema
- 1962 Retalhos da Vida de um Médico, com realização de Jorge Brum do Canto [3]
- 1964  As Ilhas Encantadas com realização de Carlos Villardebó
- 1964  Luanda, com realização de Faria de Almeida
- 1993  Marie, com realização de Marian Handwerke
- 1993  Le Grand Chaine, com realização de Jean Pierre Prévost
- 1994  Daisy et Mona, com realização de Claude d'Anna
- 2000  Lourdes, com realização de Lodovico Gasparini

## Teatro
- 1959 O Lugre - Teatro Nacional D. Maria II[6]
- 1960 Leonor Teles - Teatro da Trindade[7]
- 1961 D. Filipa de Vilhena - Teatro da Trindade
- 1961 A Grande Jornada - Teatro da Trindade
- 1963 O Caminho da Cruz - Grupo Fernando Pessoa
- 1964 O Mistério da Paixão - Grupo Fernando Pessoa
- 1964 Joana de Lorena - Teatro Estúdio de Lisboa[8]
- 1965 O Pomar das Cerejeiras - Teatro Estúdio de Lisboa[9]
- 1965 Ela, Ele e os Complexos - Teatro Estúdio de Lisboa
- 1965 Mesas Separadas - Teatro Estúdio de Lisboa[10]
- 1965  Tomás More - Teatro Estúdio de Lisboa[11]
- 1966 Pobre Bitô - Teatro Estúdio de Lisboa[12]
- 1966 A Família Sam - Teatro Estúdio de Lisboa[13]
- 1967 Bocage Alma Sem Mundo - Teatro Estúdio de Lisboa[14]
- 1967 A Nossa Cidade - Teatro Estúdio de Lisboa[15]
- 1968 Noite de Verão - Teatro Estúdio de Lisboa[16]
- 1968 A Louca de Chaillot - Teatro Estúdio de Lisboa[17]
- 1969 As Mãos de Abraã Zacut -¸Teatro Estúdio de Lisboa[18]
- 1969 Anatomina de uma História de Amor - Teatro Estúdio de Lisboa[19]
- 1970 Victor ou As Crianças no Poder - Teatro Estúdio de Lisboa[20]
- 1970 Medeia - Palácio Nacional de Queluz[21]
- 1971 A Cozinha - Teatro Estúdio de Lisboa[22]
- 1971 A Salvação do Mundo - Companhia do Teatro Municipal São Luiz[23]
- 1971 Orfeo em Lisboa - Teatro de São Carlos
- 1972 A Mãe, Companhia do Teatro Municipal São Luiz
- 1972 Sexo, Nunca! Somos Britânicos… - Teatro Capitólio[24]
- 1973 A Menina Alice e o Inspector - Teatro Monumental[25]
- 1975 Adeus Valentina - Teatro Variedades[26]
- 1977 A Invenção do Amor - Casa da Comédia[27]
- 1977 A Dama Pé de Cabra - Casa da Comédia[28]
- 1981 A Gravata - Teatro Monumental
- 1985 A Loja do Ourives
- 1985 Ubu português - 2002 Odisseia no Terreiro do Paço - Teatro Aberto[29]
- 1986 As Bodas de Sangue - Teatro Ibérico[30]
- 1986  Avareza, Luxúria e Morte na Arena Ibérica - Teatro Ibérico
- 1987  A Vida é Sonho- Teatro Ibérico[31]
- 1988  Os Velhos Não Devem Namorar- Teatro Ibérico[32]
- 1989 Auto de Santo António - Castelo de S. Jorge
- 1995 Coelho, Coelho - Teatro Aberto[4][33]
- 1998 Rei Lear - Teatro Nacional D. Maria II
- 1999 A Rosa Tatuada' - Teatro Politeama[34]
- 2000 Amália, o Musical - Teatro Politeama[35]
- 2008 Um Violino no Telhado - Teatro Politeama

## Rádio
- 1962 - Cinco Filhas para Casar, um folhetim radiofónico da Emissora Nacional
- Espelho de Mil Faces – Emissora Nacional
- 23ª HORA – Rádio Renascença
- Nocturno – Rádio Renascença
- Retalhos da Vida de Um Actor – Rádio Renascença
- Parodiantes de Lisboa [36]

## Dobragens
- 1996 O Corcunda de Notre Dame
- 1997 Hercules